# 昌城镇
昌城镇，是中华人民共和国山東省潍坊市诸城市下辖的一个乡镇级行政单位。区域面积118.36平方千米。

## 行政区划
昌城镇下辖以下地区：
孙村一社区、孙村二社区、孙村三社区、孙村四社区、前官庄社区、后官庄社区、昌城村、西老庄村、杨义庄村、辛庄子村、东老庄村、北邱家庄村、大庄家河岔村、陶家河岔村、徐家河岔村、咸家河岔村、邵家河岔村、王家河岔村、刘家河岔村、小庄家河岔村、郑家河岔村、福胜村、王家岭村、杨家道口村、王家道口村、后道口村、路家道口村、车家道口村、柴埠荣村、小重兴村、大重兴村、中疃子村、白家岭村、埠口村、大下泊村、小下泊村、小行寺村、东行寺村、西行寺村、芦家河崖村、西河崖村、张家沙屋村、芦河村、北下泊村、下泊村、潍东村、赵家屯村、沈家双塘村、小刘家双塘村、大刘家双塘村、马家双塘村、大花林村、寨里村、王家巴山村、乔家巴山村、孙家巴山村、西姚戈庄村、东姚戈庄村、西大宋村、后疃村、东大宋村、草庄子村、满家庄村、吴家庄村、泊南村、邱家芝灵村、彭家庄村、东官沟村、西官沟村、郭河套村、林家芝灵村、孙家芝灵村、小顺河村、鹿家庄村、东埠头村、埠头一村、埠头二村和西埠头村。
经过一系列撤并后，2020年有3个社区居委会（昌城社区、得利斯社区、埠口社区）和13个村民委员会：孙村社区、杨义庄社区、河岔社区、郑家河岔社区、道口社区、重兴社区、行寺社区、栗园社区、巴山社区、大宋社区、芝灵社区、官沟社区、埠头社区。

## 人口
2010年中国第六次人口普查时，昌城镇共有人口63208人。共有家庭17706户，平均每户3.54人。14岁以下的少年儿童共11425人，占总人口18.07%；15-64岁人口共44639人，占总人口70.62%；65岁及以上的老年人共7144人，占总人口的11.30%。男性共计31452人，占总人口49.75%；女性共计31756，占总人口50.24%。本地居住的人口中，拥有本地户籍的人口为59515人，占94.15%。